# John Manners (marquis de Granby)
Pour les articles homonymes, voir John Manners.
John Manners (2 janvier 1721 à Kelham - 18 octobre 1770 à Scarborough), marquis de Granby, soldat britannique, est le fils aîné du 3e duc de Rutland. Décédé avant son père, on le connait par le titre subsidiaire de son père, marquis de Granby.

## Biographie
Il fait ses études à Eton et au Trinity College de Cambridge, et est élu député de Grantham en 1741. Quatre ans plus tard, il est nommé colonel d'un régiment levé à Leicester et dans ses environs pour aider à mater la révolte des Highlands (Jacobites) de 1745. Le régiment ne va jamais au-delà de Newcastle, mais le jeune Granby rejoint le front en se portant volontaire dans les troupes du duc de Cumberland, et il sert activement pendant les derniers événements de l'insurrection. Son régiment est dissous très rapidement.
Il retourne au parlement, tout en s'acquittant de ses obligations militaires, en participant à la campagne des Flandres (1747). Promu major-général en 1755, il est nommé colonel du Royal Regiment of Horse (les Blues) trois ans plus tard. Entre-temps il épouse la fille du duc de Somerset, et en 1754 commence sa relation parlementaire avec le Cambridgeshire, comté qu'il représente jusqu'à sa mort. La même année où Granby est nommé colonel des Blues, voit aussi l'envoi en Allemagne d'un considérable contingent britannique.

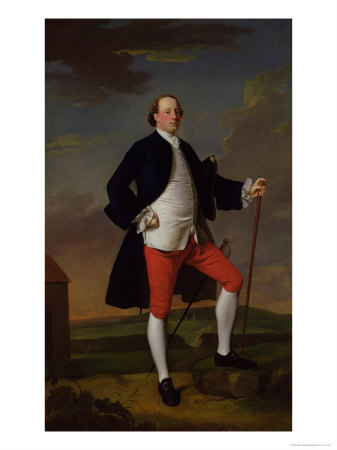

La première grande bataille de Granby a lieu à Minden. À la tête des Blues, il est un des cavaliers leaders arrêtés au moment critique par le Lieutenant général Sackville, et quand ce dernier est renvoyé en disgrâce, le Lieutenant-Général Lord Granby assure avec succès le commandement du contingent britannique de l'armée de Ferdinand, avec 32 000 hommes sous ses ordres au début de l'année 1760. Lors des dernières campagnes de la Guerre de Sept Ans, le contingent anglais est plus remarquable par sa tenue que les Prussiens eux-mêmes.
Le 31 juillet 1760, Granby à la tête de la cavalerie britannique, participe à la bataille de  Warburg, capturant 1 500 hommes et dix pièces d'artillerie. Un an plus tard (le 15 juillet 1761), les Britanniques défendent les hauteurs de Vellinghausen avec une bravoure que Ferdinand lui-même qualifie d'indescriptible. Lors de la dernière campagne, à Gravenstein et Wilhelmsthal, à Homburg et à Cassel, les hommes de Granby soutiennent le plus gros du combat et acquièrent ainsi prestige et gloire.
De retour en Angleterre en 1763, Lord Granby découvre qu'il est devenu pour le public le héros de la guerre. On dit que des courriers attendaient son arrivée dans tous les ports du pays pour lui offrir le choix entre l'Artillerie et les Horse Guards. Sa nomination comme Master-General of the Ordnance porte la date du 1er juillet 1763, et trois ans plus tard il devient le commandant en chef.
Deux portraits de Granby sont peints par Joshua Reynolds, dont l'un se trouve aujourd'hui à la National Gallery de Londres. Une idée de sa popularité nous est donnée par le nombre d'auberges et de public houses qui prirent son nom et accrochèrent son portrait comme enseigne.